# ELF 500 ROC
La ELF 500 ROC è la moto da competizione con cui il Team Elf decise di ritentare l'avventura nella classe regina, questa volta con soluzioni classiche e non più adoperando quelle, per i tempi avveniristiche, tentate con la ELF x.
La moto ha debuttato nella classe 500 nel motomondiale 1996 e ha partecipato, sempre con le stesse insegne, anche alla stagione successiva.

## Il contesto
La moto fu il risultato dell'unione di un propulsore sviluppato dalla Swissauto per l'uso nelle competizioni (studiato sia per l'uso su motociclette singole che per quelle dedicate ai sidecar) con un telaio progettato dalla ROC di Annemasse. Il tutto fu presentato sotto il nome e le insegne del principale sponsor del progetto, la casa petrolifera francese ELF.
Il propulsore era un classico, per quei tempi, motore a due tempi quadricilindrico in configurazione a V, raffreddato a liquido, alimentato a carburatori e con una potenza dichiarata di circa 160 CV.
La motocicletta venne presentata in anteprima, condotta dal pilota svizzero Adrien Bosshard e solo nelle prove della gara, nell'ultimo gran premio europeo del motomondiale 1995. Le sue presenze continuative nel mondiale iniziarono nella stagione successiva, con sulla carenatura la sponsorizzazione della Pepsi Cola, e guidata, oltre che da Bosshard, anche dal pilota spagnolo Juan Bautista Borja. Durante la stagione di competizioni venne in seguito utilizzata anche da Chris Walker, da William Costes e da Martin Craggill. I migliori risultati vennero ottenuti da Borja che al termine dell'anno aveva conquistato 34 punti e la 14ª posizione in classifica, con migliore risultato singolo l'8º posto nel GP di Gran Bretagna. L'unico altro pilota ad ottenere punti fu Walker che ne ottenne due.
Nel motomondiale 1997 la coppia di piloti titolari fu composta da Borja affiancato in questo caso da Jürgen Fuchs; anche in questo caso il migliore fu lo spagnolo che ottenne 37 punti e il 17º posto mentre il pilota tedesco ne ottenne 28, classificandosi in 20ª posizione stagionale. Il miglior risultato fu il 6º posto ottenuto nel GP del Brasile.
Per quanto lo sponsor principale ELF avesse deciso alla fine del 1997 di terminare l'avventura a suo nome, il progetto della motocicletta venne ripreso in mano e perfezionato nelle due stagioni successive dal team MuZ Weber che riprendeva il nome della storica azienda tedesco orientale MZ; il responsabile degli sviluppi divenne lo svizzero Eskil Suter e il pilota principale Doriano Romboni. Dopo la prima gara il pilota titolare subì un infortunio e in qualche occasione venne sostituito in gara proprio dallo sviluppatore del progetto, già pilota del mondiale alcuni anni prima.
Durante il resto della stagione la moto venne affidata anche a Jean-Philippe Ruggia e, per l'ultima gara dell'anno anche a Luca Cadalora che ottenne il miglior piazzamento stagionale in griglia di partenza con un nono posto anche se non portò poi a termine la gara. Le classifiche stagionali presentarono a punti solo lo svizzero Suter con 7 punti e Romboni con 4.
Per il motomondiale 1999 il team, che era tra l'altro diretto dal plurititolato nei mondiali sidecar Rolf Biland, presentò al via vari piloti: Jurgen van den Goorbergh, Simon Crafar, Cadalora, Noriyasu Numata, Anthony Gobert e Bernard Garcia. Di questi il migliore a fine stagione fu Van de Goorbergh, ma anche quasi tutti gli altri ottennero dei piazzamenti validi, tanto che a fine anno i punti ottenuti furono in totale 58 e la Muz Weber venne classificata al 5º posto tra i costruttori. Il risultato di maggior prestigio fu la pole position ottenuta nel GP di Catalogna, ripetuta poi nel corso dell'anno anche in Repubblica Ceca, entrambe le volte con il pilota olandese.
Al termine dell'anno il team si trovò però in difficoltà economiche a causa della scarsità di sponsor e la MuZ si dovette ritirare dal mondiale; non terminò però il ciclo di vita di questa motocicletta che venne nuovamente ripresentata, nel motomondiale 2001 sotto il nuovo nome di
Pulse, dal nome del team omonimo che la gestì. Guidata da Mark Willis ottenne però solo 3 punti durante la stagione, interrotta peraltro a metà per la mancanza di sponsor. Fu questa l'ultima annata di competizioni in cui si vide questa moto al via, anche perché dalla stagione 2002 iniziò l'era delle MotoGP che sostituirono la precedente classe regina.